# Pandemia de gripe A (H1N1) de 2009 en Japón
La pandemia de gripe A (H1N1), que surgió en 2009, entró en Japón el 8 de mayo del mismo año, cuando se confirmaron los primeros casos en tres personas que habían llegado al país provenientes de los Estados Unidos. De esta manera, Japón se convirtió en el 4º país en reportar casos de gripe A en el continente asiático.

## Brote
El 26 de abril de 2009 el Ministerio de Agricultura, Silvicultura y Pesca de Japón ordenó una cuarentena animal a través de las oficinas de Japón, para examinar cualquier cerdo vivo y asegurarse de que no estuvieran infectados con la gripe A (H1N1). Ese mismo día, el ministro de Agricultura Japonés, Shigeru Ishiba, emitió un comunicado en televisión para tranquilizar a los clientes diciéndoles que era seguro comer carne de cerdo. El ministro japonés también dijo que no se harían controles en las importaciones de carne de cerdo, debido a que era poco probable que éste se encontrara en los cerdos (siendo posible que el virus muera al cocinar la carne). Otra medida tomada por el gobierno japonés fue instalar un sistema de control en la puerta de llegada para los vuelos mexicanos que mide la temperatura de los viajeros.
El 30 de abril de 2009, el primer caso sospechoso fue detectado en el Aeropuerto Internacional de Narita. Sin embargo, el caso resultó ser el subtipo de influenza convencional del subtipo A H3N2 (cepa de Hong Kong A). El 1 de mayo de 2009 el segundo casos sospechoso fue detectado en Yokohama. Este caso también resultó ser la influenza convencional del subtipo A H1N1 (cepa rusa A). Sin embargo, Japón no canceló los vuelos desde y hacia Japón desde México.

### Propagación

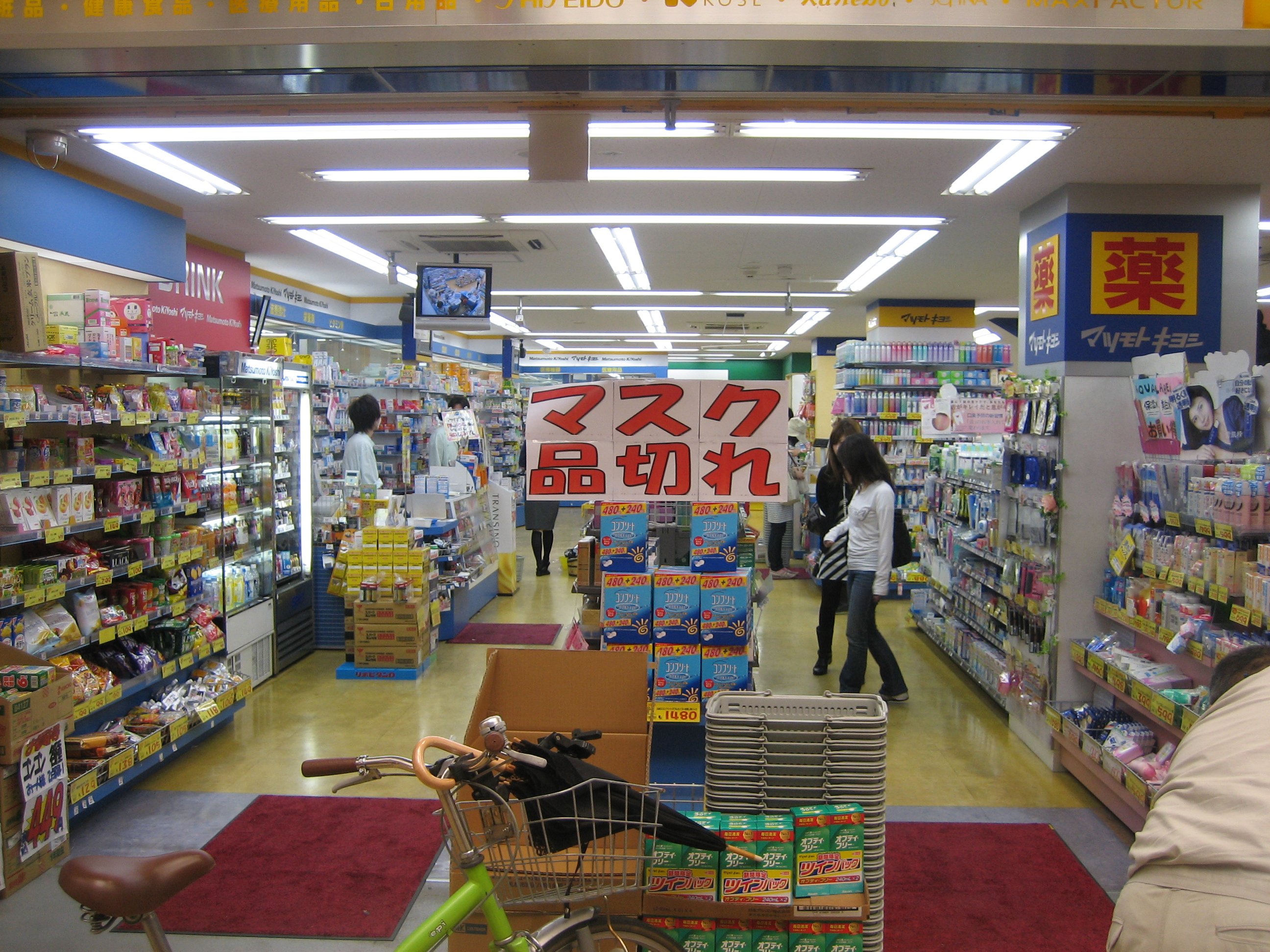
Farmacia en Japón, con un anuncio advirtiendo que se han agotado las mascarillas.

El 8 de mayo, se confirmaron los primeros tres casos en Japón. Según las autoridades, los pacientes infectados habían regresado de Oakville, Canadá a Japón con escala en Detroit. El 10 de mayo, otro caso fue confirmado en un estudiante que había regresado de un viaje de Canadá, convirtiéndolo en el cuarto caso de Japón.
El 16 de mayo, se confirmó de la primera infección doméstica en la ciudad de Kōbe. El estudiante era un chico que no tenía historial de haber viajado al extranjero a un país infectado, y pensó que tenía la gripe estacional. Dos otros estudiantes, y 17 dijeron presentar síntomas de la gripe.
El 17 de mayo, Japón ya contaba con un total de 130 personas infectadas. Mientras tanto ese día, los casos autóctonos aumentaron a 21, la mayoría en las prefecturas de Osaka e Hyogo. Se cree que la expansión del virus fue a causa de un torneo de voleyball, ya que el 8 de mayo, la escuela Kobe High School hizo un partido en contra de la escuela Hyogo High School, y el 10 de mayo, Kobe High School también compitió en un torneo de voleibol contra otra escuela, en la prefectura Takasago.
El 18 de mayo, Japón ya había confirmado 173. casos por lo que el gobierno ordenó cerrar más de 4.000. escuelas en las zonas más afectadas, en el oeste del archipiélago. La propagación de la infección en Japón podría obligar a la Organización Mundial de la Salud (OMS) a aumentar su nivel de alerta a 6, es decir el máximo, aunque por el momento decidió mantenerlo en nivel 5. Las autoridades japonesas también advirtieron que varios cientos de personas podrían haberse contagiado con la enfermedad, que parecía haberse extenderse rápidamente por las zonas urbanas densamente pobladas.
El 26 de mayo dos estadounidenses que volaron de Los Ángeles a Tokio fueron confirmados como portadores del nuevo virus, por lo que la cifra de infectados en Japón subió a 352.
El 4 de junio, el número de infectados en Japón, superó los 400, mientras que la Organización Mundial de la Salud (OMS) estudiaba la manera de elevar el grado de la alerta de 5 a 6 o fase pandémica. Las autoridades japonesas confirmaron 409 casos en todo el territorio, de los cuales, uno de los nuevos casos del virus de la gripe AH1N1 fue detectado en Tokio, elevando el número a 9 enfermos.
El 21 de junio, las autoridades de salude japonesas confirmaron más casos de personas infectadas por la gripe A (H1N1), por lo que el número de infectados en Japón subió a 846 casos confirmados.
Hasta el 7 de mayo de 2010 (fecha de la última actualización), Japón reportó 157.626 casos y 198 muertes por la gripe A (H1N1).

### Reacción

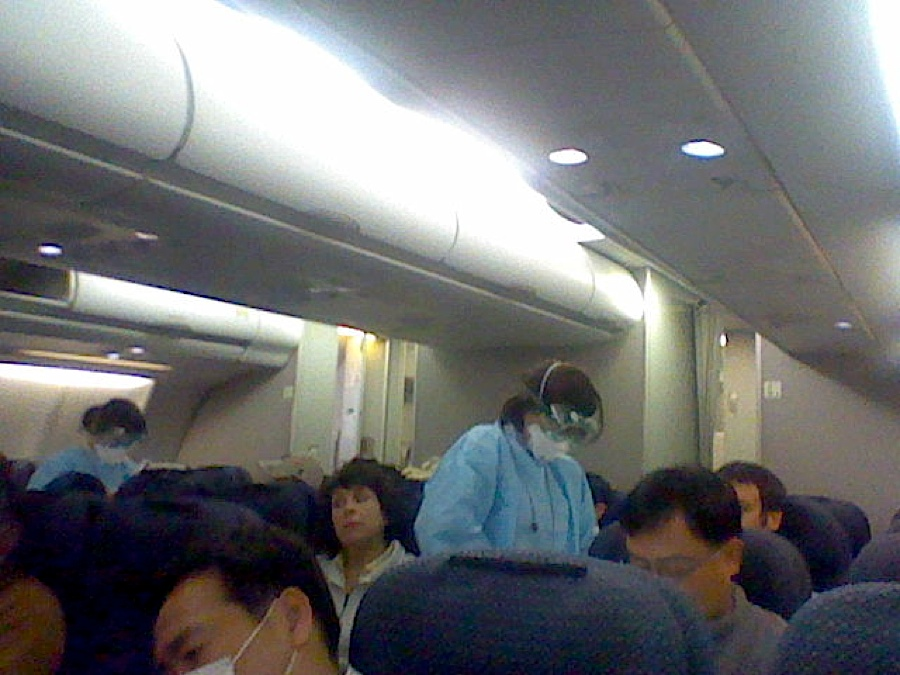
Personal médico revisando a los pasajeros de un vuelo internacional antes de permitirles aterrizar en Japón.

Tras detectar los primeros casos de contagios de humano a humanos, sin que los infectados hubieran viajado al extranjero, Japón modificó su estrategia, al aplicar una nueva fase contra la influenza humana al pasar del periodo de brote proveniente del extranjero al de "etapa inicial de brote interno". La OMS dijo que vigilaba de cerca la situación de Japón con una densidad de casi 350 habitantes por kilómetro cuadrado después de que las autoridades ordenaran el cierre de escuelas y cancelaran actos públicos en Kōbe.
El 17 de mayo, las autoridades ordenaron el cierre indefinido de 750 centros educativos localizadas en las prefecturas de Osaka y Hyogo, en la cual también cientos de escuelas y guarderías permanecían cerradas hasta nuevo aviso. El gobernador de Osaka, Tōru Hashimoto, pidió a la población que se lavasen las manos con regularidad y que llevaran máscaras quirúrgicas. También se dijo que la medida podría ampliarse tanto como a cines y otras instalaciones públicas. Un portavoz del gobierno central en Tokio advirtió: "Debemos estar preparados para evitar una mayor expansión de infecciones".
El 18 de mayo, Japón ordenó cerrar más de 4.000 colegios y guarderías en la región de Kōbe y Osaka tras la detección de 10 nuevos casos de la nueva gripe, con lo que el número total de casos en el país ascendió a 173.